# سیمونه ایکاردی
سیمونه ایکاردی (انگلیسی: Simone Icardi؛ زادهٔ ۱۳ سپتامبر ۱۹۹۶) بازیکن فوتبال اهل ایتالیا است.
از باشگاه‌هایی که در آن بازی کرده‌است می‌توان به باشگاه فوتبال ویرتوس انتلا اشاره کرد.